# Arbeitsheft

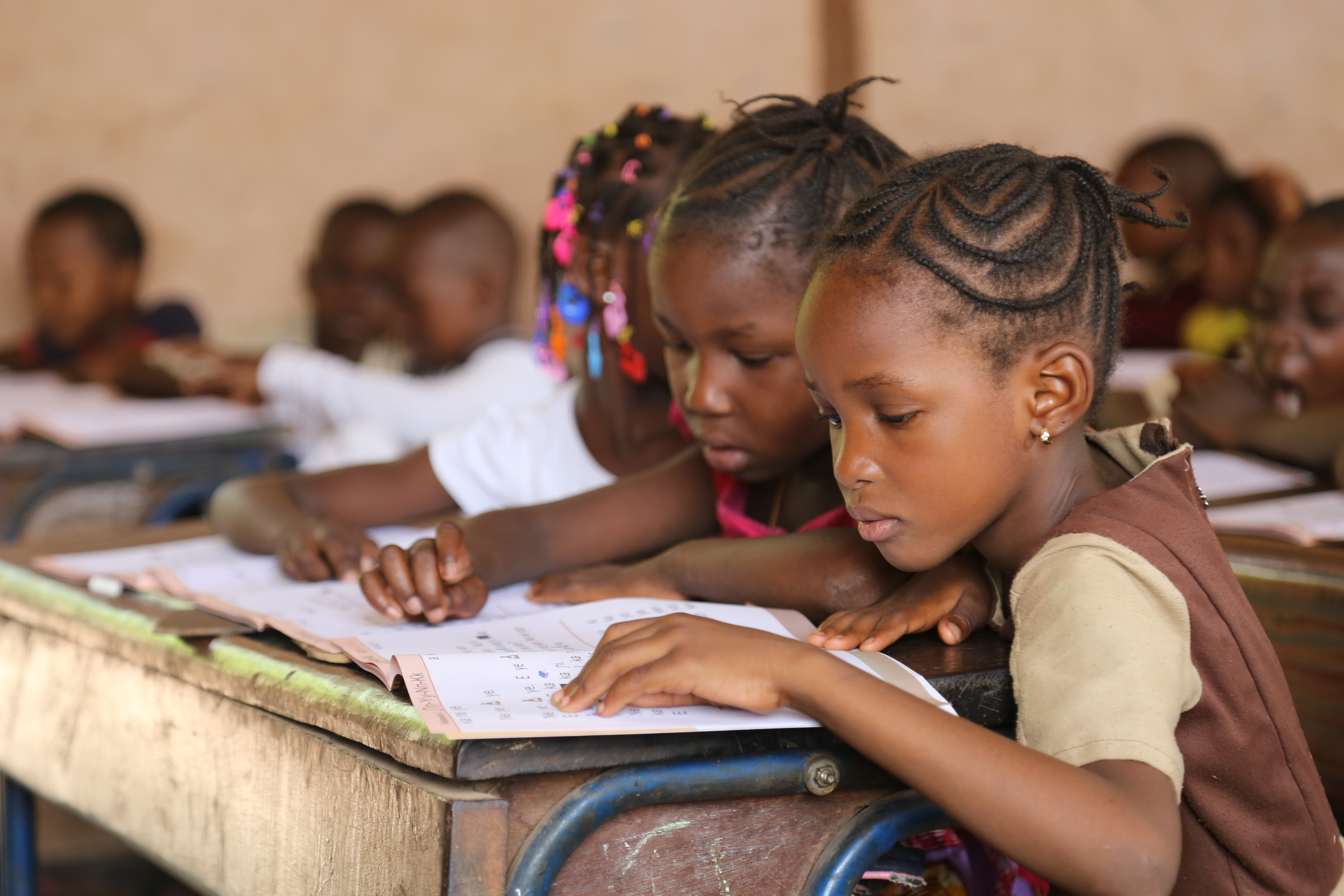
Eine Klasse in Mali benutzt Arbeitshefte im Unterricht

Ein Arbeitsheft, auch Übungsheft genannt, ist ein Heft, das Übungsaufgaben für Schulkinder beinhaltet. Die Aufgaben werden in der Regel direkt im Arbeitsheft bearbeitet. Zu vielen Schulbüchern gibt ein Übungsheft, mit zusätzlichem Übungsmaterial zu dem im Buch behandelten Stoff.
Digitale Arbeitshefte, die über Computer, Laptop, Tablet oder online bearbeitet werden können, werden immer beliebter.